# Myrcia aequatoriensis
Myrcia aequatoriensis är en myrtenväxtart som beskrevs av Maria Lucia Kawasaki och Bruce K. Holst. Myrcia aequatoriensis ingår i släktet Myrcia och familjen myrtenväxter. Inga underarter finns listade i Catalogue of Life.